# Parafia Najświętszej Maryi Panny Królowej w Buszkowicach
Parafia Najświętszej Maryi Panny Królowej w Buszkowicach – parafia rzymskokatolicka znajdująca się w archidiecezji przemyskiej w dekanacie Przemyśl II.

## Historia
W 1939 roku w Buszkowicach było 940 mieszkańców (w tym: 760 Ukraińców, 140 Polaków, 20 ukraińskich rzymsko-katolików i 20 Żydów. W 1900 roku grekokatolicy zbudowali murowaną cerkiew filialną parochii Żurawickiej pw. Opieki Matki Bożej z 1900 roku. 
Po wysiedleniu grekokatolików pozostało we wsi 610 Polaków oraz przybyli repatrianci ze wschodu. 26 stycznia 1948 roku dawna cerkiew została zaadaptowana na kościół filialny. W 1966 roku kościół wyremontowano. 
31 grudnia 1967 roku dekretem bpa Ignacego Tokarczuka została erygowana parafia, z wydzielonego terytorium parafii Żurawica. W 1992 roku konsekrowano ołtarz. W latach 1999 roku rozbudowano i powiększono kościół.
Na terenie parafii jest 1 529 wiernych (w tym: Buszkowice - 869 i Buszkowiczki - 660).
Z parafii pochodzi bp Krzysztof Chudzio.
Proboszczowie parafii:
1967–1985. ks. Marian Burczyk.
1985–1988. ks. Wacław Partyka.
1988–2019. ks. kan. Zygmunt Jarzyna.
2019– nadal ks. Jan Łamasz.